# پارک ملی تونکینسکی
پارک ملی تونکینسکی (انگلیسی: Tunkinsky National Park) یک پارک ملی حفاظت‌شده در جمهوری بوریاتیای کشور روسیه است.